# Мігель Анхель Вівас
Мігель Анхель Вівас (ісп. Miguel Ángel Vivas; нар. 1974, Севілья, Іспанія) — іспанський кінорежисер та сценарист.

## Вибіркова фільмографія

### Режисер
- «Викрадення» (2010)[en]
- «Вимирання» (2015)
- «Апачі» (2017)